# Hoher Kleef

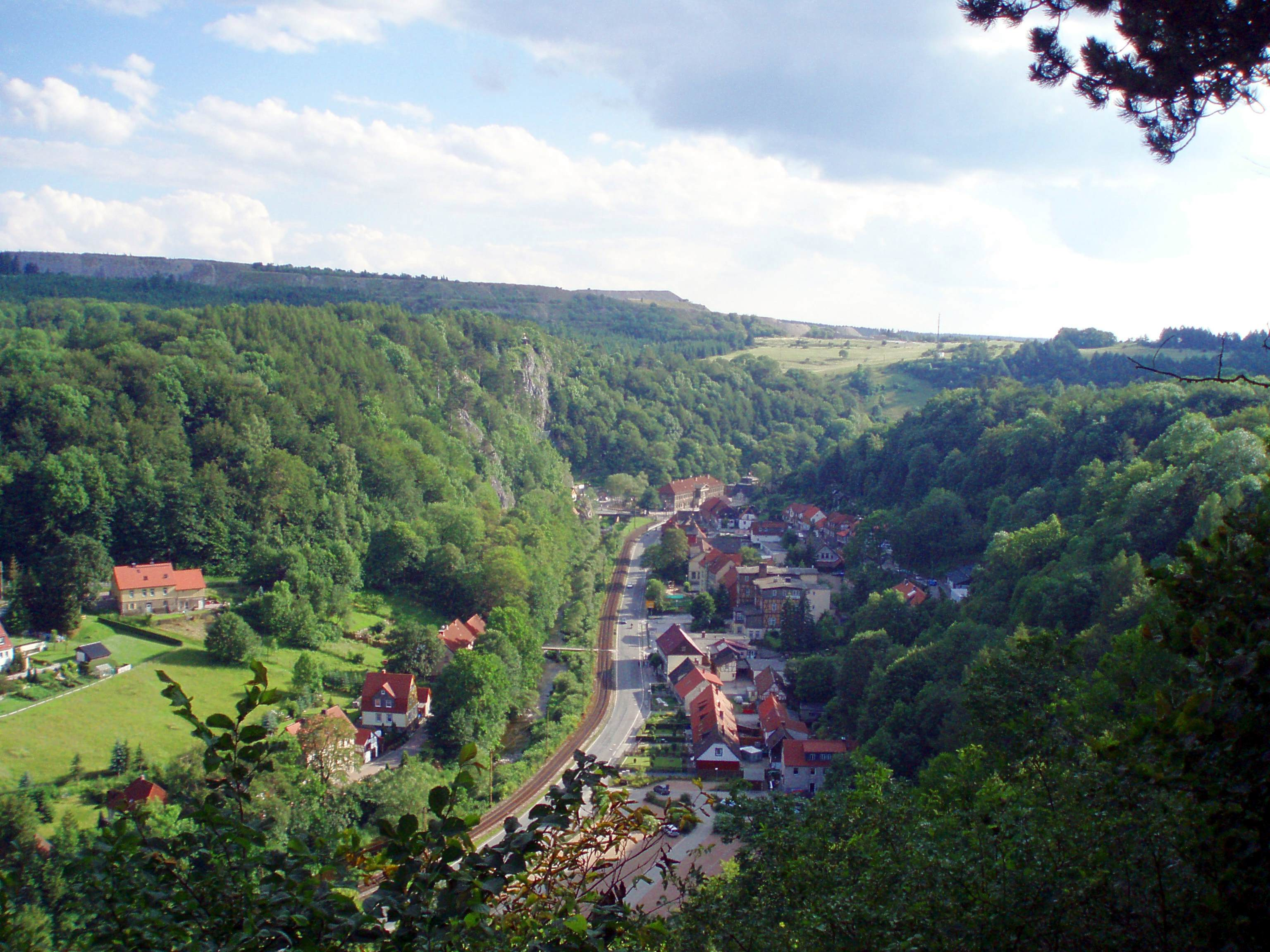
Blick auf Rübeland mit Hohem Kleef

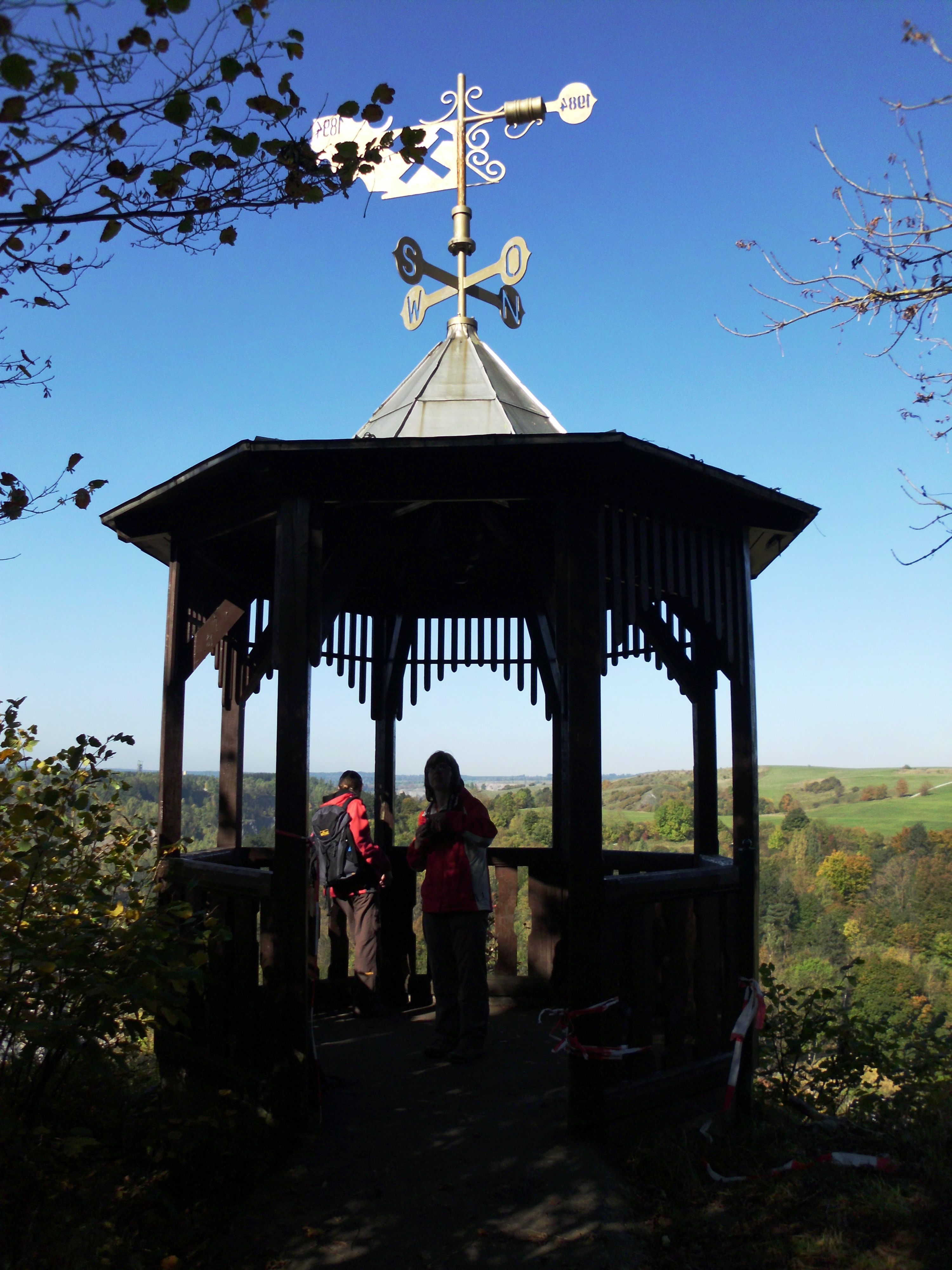
Aussichtspavillon
Hoher Kleef

Hoher Kleef ist eine 442 m ü. NHN hohe Felsformation bei Rübeland im sachsen-anhaltischen Landkreis Harz.
Der Hohe Kleef besteht hauptsächlich aus devonischem Riffkalkstein. Er liegt wenige Meter abseits des Harzer Hexenstieges und kann über einen Wanderweg bestiegen werden. Auf ihm wurde bereits zu Beginn des 20. Jahrhunderts ein Aussichtpavillon errichtet. Von dort bietet sich ein umfassender Blick auf Rübeland, die Bode und die umliegenden Harzberge bis hin zum Wurmberg und zum Brocken.
Der Aussichtspavillon Hoher Kleef ist als Nr. 88 in das System der Stempelstellen der Harzer Wandernadel einbezogen.